# شهرستان منومینه (ویسکانسین)
شهرستان منومینه، ویسکانسین (به انگلیسی: Menominee County, Wisconsin) یک سکونتگاه مسکونی در ایالات متحده آمریکا است که در ویسکانسین واقع شده‌است.

## خصوصیات
شهرستان منومینه ۹۴۵٫۳۵ کیلومترمربع مساحت دارد.